# ستيلا غارسيا
ستيلا غارسيا (بالإنجليزية: Stella Garcia)‏ هي ممثلة أمريكية، ولدت في 6 يوليو 1942 في لوس أنجلوس في الولايات المتحدة، وتوفيت في 25 أكتوبر 2006.

## وصلات خارجية
- ستيلا غارسيا على موقع IMDb (الإنجليزية)
- ستيلا غارسيا على موقع قاعدة بيانات الفيلم (الإنجليزية)